# Archivio per l'Antropologia e la Etnologia
Archivio per l'Antropologia e la Etnologia (en italiano, su nombre en español sería Archivo de Antropología y Etnología) es una revista científica sobre antropológica y etnología publicada en Italia por la Società Italiana di Antropologia e Etnologia (en español, Sociedad Italiana de Antropología y Etnología).

## Historia
La historia de la revista se vincula estrechamente con la Società Italiana di Antropologia e Etnologia y el Museo de Antropología y Etnología, que fue fundado en la ciudad de Florencia en 1869 por el antropólogo Paolo Mantegazza. Este museo tenía como finalidad  reunir testimonios de la diversidad humana en sus salas de exhibición. Para ello se valió de la amplia colección de piezas etnográficas de distintas culturas del mundo.
En el año 1871 comienza a publicarse la revista, en el marco de la Cátedra de Antropología en la Universidad de Florencia. La revista continúa siendo publicada de forma ininterrumpida desde entonces. Al año 2018 llevaba editados 152 números.